# Куадра
Куадра (порт. Quadra) — муниципалитет в Бразилии, входит в штат Сан-Паулу. Составная часть мезорегиона Итапетининга. Входит в экономико-статистический микрорегион Татуи. Население составляет 3205 человек на 2006 год. Занимает площадь 205,033 км². Плотность населения — 15,6 чел./км².
Праздник города — 22 марта.

## История
Город основан 18 декабря 1912 года.

## Статистика
- Валовой внутренний продукт на 2003 составляет 35 939 425,00 реалов (данные: Бразильский институт географии и статистики).
- Валовой внутренний продукт на душу населения на 2003 составляет 12 178,73 реала (данные: Бразильский институт географии и статистики).
- Индекс развития человеческого потенциала на 2000 составляет 0,755 (данные: Программа развития ООН).

## География
Климат местности: субтропический. В соответствии с классификацией Кёппена, климат относится к категории Cfa.